# Varanus bitatawa
Il varano di Bitatawa (Varanus bitatawa Welton et al., 2010) è una specie di varano che vive nelle foreste della Sierra Madre centrale e settentrionale, nelle Filippine settentrionali.
Si tratta di una specie di dimensioni rilevanti (2 metri), ma è stata descritta scientificamente solo nel 2010. Il nome della specie (bitatawa) è il termine con cui l'animale è chiamato dai nativi che lo conoscevano e se ne cibavano.
Questa specie di colore giallo e nero ha l'insolita particolarità di nutrirsi di frutti, tra i sauri conosciuti solo altri due hanno una dieta simile.
Gli esami del DNA hanno mostrato una affinità al V. olivaceus, ma hanno confermato che si tratta di una specie distinta, come suggeriscono caratteristiche quali la forma delle scaglie e l'anatomia degli organi riproduttivi.